# Tirreno-Adriatico 2013
Tirreno-Adriatico 2013 er den 48. udgave af det italienske cykelløb Tirreno-Adriatico. Løbet starter den 6. marts og 12. marts, og er på 1.051,2 km som køres over syv etaper. Det er det tredje ud af 29 løb i UCI World Tour 2013.

## Deltagende hold
På grund af at Tirreno-Adriatico er en del af UCI World Tour, er alle 18 UCI ProTour-hold automatisk inviteret og forpligtet til at sende et hold. Derudover inviterer arrangøren RCS Sport yderlige fire hold til løbet. Dermed bliver der i alt 176 ryttere i feltet med otte på hvert hold.
| UCI ProTour-hold: - Ag2r-La Mondiale (ALM) - Argos-Shimano (ARG) - Astana Pro Team (AST) - Belkin Pro Cycling (BEL) - BMC Racing Team (BMC) - Cannondale (CAN) - Euskaltel-Euskadi (EUS) - FDJ (FDJ) - Garmin-Sharp (GRM) | 0 - Lampre-Merida (LAM) - Lotto-Belisol (LTB) - Movistar Team (MOV) - Omega Pharma-Quick Step (OPQ) - Orica-GreenEDGE (OGE) - RadioShack-Leopard (RLT) - Team Saxo-Tinkoff (SAX) - Team Sky (SKY) - Vacansoleil-DCM (VCD) - Team Katusha (KAT) | Wildcards: - Team NetApp-Endura (TNE) - Vini Fantini-Selle Italia (FAR) - Team Katusha (KAT) - MTN Qhubeka (MTN) |

## Etaper
| Etape    | Dato      | Start - mål                                         | Type    | Distance      | Etapevinder             | Den blå førertrøje |
| -------- | --------- | --------------------------------------------------- | ------- | ------------- | ----------------------- | ------------------ |
| 1. etape | 6. marts  | San Vincenzo - Donoratico                           | Flad    | 16,9 km (ITT) | Omega Pharma-Quick Step | Mark Cavendish     |
| 2. etape | 7. marts  | San Vincenzo - Indicatore                           | Flad    | 230 km        | Matthew Goss            | Mark Cavendish     |
| 3. etape | 8. marts  | Indicatore - Narni Scalo                            | Flad    | 198 km        | Peter Sagan             | Mark Cavendish     |
| 4. etape | 9. marts  | Narni - Prati di Tivo                               | Bjerg   | 165 km        | Chris Froome            | Michał Kwiatkowski |
| 5. etape | 10. marts | Ortona - Chieti                                     | Kuperet | 224 km        | Joaquin Rodriguez       | Chris Froome       |
| 6. etape | 11. marts | Porto Sant'Elpidio - Porto Sant'Elpidio             | Bakket  | 208 km        | Peter Sagan             | Vincenzo Nibali    |
| 7. etape | 12. marts | San Benedetto del Tronto - San Benedetto del Tronto | Flad    | 9,3 km (ITT)  | Tony Martin             | Vincenzo Nibali    |

### 1. Etape
6. marts 2013 — San Vincenzo til Donoratico, 16.9 km enkeltstart.
|    | Hold                    | Tid     |
| -- | ----------------------- | ------- |
| 1  | Omega Pharma-Quick Step | 19' 24" |
| 2  | Movistar Team           | + 11"   |
| 3  | BMC Racing Team         | + 16"   |
| 4  | Cannondale              | + 19"   |
| 5  | Astana Pro Team         | + 20"   |
| 6  | Orica-GreenEDGE         | + 24"   |
| 7  | Team Sky                | + 25"   |
| 8  | Team Saxo-Tinkoff       | + 29"   |
| 9  | Lampre-Merida           | + 35"   |
| 10 | RadioShack-Leopard      | + 36"   |

|    | Rytter                     | Hold                    | Tid     |
| -- | -------------------------- | ----------------------- | ------- |
| 1  | Mark Cavendish (GBR)       | Omega Pharma-Quick Step | 19' 24" |
| 2  | Tony Martin (GER)          | Omega Pharma-Quick Step | + 0"    |
| 3  | Michał Kwiatkowski (POL)   | Omega Pharma-Quick Step | + 0"    |
| 4  | Zdeněk Štybar (CZE)        | Omega Pharma-Quick Step | + 0"    |
| 5  | Niki Terpstra (NED)        | Omega Pharma-Quick Step | + 0"    |
| 6  | Giovanni Visconti (ITA)    | Movistar Team           | + 11"   |
| 7  | Beñat Intxausti (ESP)      | Movistar Team           | + 11"   |
| 8  | Andrey Amador (CRC)        | Movistar Team           | + 11"   |
| 9  | Jonathan Castroviejo (ESP) | Movistar Team           | + 11"   |
| 10 | Eros Capecchi (ITA)        | Movistar Team           | + 11"   |

### 2. Etape
7. marts 2013 — San Vincenzo til Indicatore, 232 km.
|    | Rytter                  | Hold                    | Tid        |
| -- | ----------------------- | ----------------------- | ---------- |
| 1  | Matthew Goss (AUS)      | Orica-GreenEDGE         | 5h 48' 41" |
| 2  | Manuel Belletti (ITA)   | Ag2r-La Mondiale        | s.t.       |
| 3  | Gerald Ciolek (GER)     | MTN Qhubeka             | s.t.       |
| 4  | Roberto Ferrari (ITA)   | Lampre-Merida           | s.t.       |
| 5  | Mark Cavendish (GBR)    | Omega Pharma-Quick Step | s.t.       |
| 6  | Arnaud Démare (FRA)     | FDJ                     | s.t.       |
| 7  | André Greipel (GER)     | Lotto-Belisol           | s.t.       |
| 8  | Kristian Sbaragli (ITA) | MTN Qhubeka             | s.t.       |
| 9  | Peter Sagan (SVK)       | Cannondale              | s.t.       |
| 10 | Davide Appollonio (ITA) | Ag2r-La Mondiale        | s.t.       |

|    | Rytter                   | Hold                    | Tid        |
| -- | ------------------------ | ----------------------- | ---------- |
| 1  | Mark Cavendish (GBR)     | Omega Pharma-Quick Step | 6h 08' 02" |
| 2  | Michał Kwiatkowski (POL) | Omega Pharma-Quick Step | + 2"       |
| 3  | Niki Terpstra (NED)      | Omega Pharma-Quick Step | + 3"       |
| 4  | Tony Martin (GER)        | Omega Pharma-Quick Step | + 3"       |
| 5  | Zdeněk Štybar (CZE)      | Omega Pharma-Quick Step | + 3"       |
| 6  | Giovanni Visconti (ITA)  | Movistar Team           | + 14"      |
| 7  | Alex Dowsett (GBR)       | Movistar Team           | + 14"      |
| 8  | Juan José Cobo (ESP)     | Movistar Team           | + 14"      |
| 9  | Beñat Intxausti (ESP)    | Movistar Team           | + 14"      |
| 10 | Eros Capecchi (ITA)      | Movistar Team           | + 14"      |

### 3. Etape
8. marts 2013 —Indicatore til Narni Scalo, 190 km.
|    | Rytter                | Hold                    | Tid        |
| -- | --------------------- | ----------------------- | ---------- |
| 1  | Peter Sagan (SVK)     | Cannondale              | 5h 15' 12" |
| 2  | Mark Cavendish (GBR)  | Omega Pharma-Quick Step | s.t.       |
| 3  | André Greipel (GER)   | Lotto-Belisol           | s.t.       |
| 4  | Gerald Ciolek (GER)   | MTN Qhubeka             | s.t.       |
| 5  | Matthew Goss (AUS)    | Orica-GreenEDGE         | s.t.       |
| 6  | Davide Cimolai (ITA)  | Lampre-Merida           | s.t.       |
| 7  | Tyler Farrar (USA)    | Garmin-Sharp            | s.t.       |
| 8  | Thor Hushovd (NOR)    | BMC Racing Team         | s.t.       |
| 9  | Manuel Belletti (ITA) | Ag2r-La Mondiale        | s.t.       |
| 10 | Simon Geschke (GER)   | Argos-Shimano           | s.t.       |

|    | Rytter                   | Hold                    | Tid         |
| -- | ------------------------ | ----------------------- | ----------- |
| 1  | Mark Cavendish (GBR)     | Omega Pharma-Quick Step | 11h 23' 08" |
| 2  | Michał Kwiatkowski (POL) | Omega Pharma-Quick Step | + 7"        |
| 3  | Niki Terpstra (NED)      | Omega Pharma-Quick Step | + 9"        |
| 4  | Tony Martin (GER)        | Omega Pharma-Quick Step | + 9"        |
| 5  | Zdeněk Štybar (CZE)      | Omega Pharma-Quick Step | + 9"        |
| 6  | Peter Sagan (SVK)        | Cannondale              | + 18"       |
| 7  | Alex Dowsett (GBR)       | Movistar Team           | + 20"       |
| 8  | Giovanni Visconti (ITA)  | Movistar Team           | + 20"       |
| 9  | Beñat Intxausti (ESP)    | Movistar Team           | + 20"       |
| 10 | Juan José Cobo (ESP)     | Movistar Team           | + 20"       |

### 4. Etape
9. marts 2013 — Narni til Prati di Tivo, 173 km.
|    | Rytter                   | Hold                      | Tid        |
| -- | ------------------------ | ------------------------- | ---------- |
| 1  | Chris Froome (GBR)       | Team Sky                  | 4h 41' 31" |
| 2  | Mauro Santambrogio (ITA) | Vini Fantini-Selle Italia | + 6"       |
| 3  | Vincenzo Nibali (ITA)    | Astana Pro Team           | + 11"      |
| 4  | Michał Kwiatkowski (POL) | Omega Pharma-Quick Step   | + 13"      |
| 5  | Chris Horner (USA)       | RadioShack-Leopard        | + 15"      |
| 6  | Alberto Contador (ESP)   | Team Saxo-Tinkoff         | + 15"      |
| 7  | Rigoberto Urán (COL)     | Team Sky                  | + 20"      |
| 8  | Wout Poels (NED)         | Vacansoleil-DCM           | + 43"      |
| 9  | Joaquim Rodríguez (ESP)  | Team Katusha              | + 43"      |
| 10 | Roman Kreuziger (CZE)    | Team Saxo-Tinkoff         | + 58"      |

|    | Rytter                     | Hold                      | Tid         |
| -- | -------------------------- | ------------------------- | ----------- |
| 1  | Michał Kwiatkowski (POL)   | Omega Pharma-Quick Step   | 16h 04' 59" |
| 2  | Chris Froome (GBR)         | Team Sky                  | + 4"        |
| 3  | Vincenzo Nibali (ITA)      | Astana Pro Team           | + 16"       |
| 4  | Alberto Contador (ESP)     | Team Saxo-Tinkoff         | + 30"       |
| 5  | Rigoberto Urán (COL)       | Team Sky                  | + 33"       |
| 6  | Chris Horner (USA)         | RadioShack-Leopard        | + 40"       |
| 7  | Mauro Santambrogio (ITA)   | Vini Fantini-Selle Italia | + 55"       |
| 8  | Jonathan Castroviejo (ESP) | Movistar Team             | + 1' 04"    |
| 9  | Roman Kreuziger (CZE)      | Team Saxo-Tinkoff         | + 1' 16"    |
| 10 | Joaquim Rodríguez (ESP)    | Team Katusha              | + 1' 16"    |

### 5. Etape
10. Marts 2013 — Ortona til Chieti, 230 km.
|    | Rytter                   | Hold                      | Tid        |
| -- | ------------------------ | ------------------------- | ---------- |
| 1  | Joaquim Rodríguez (ESP)  | Team Katusha              | 6h 06' 43" |
| 2  | Bauke Mollema (NED)      | Blanco Pro Cycling        | + 8"       |
| 3  | Alberto Contador (ESP)   | Team Saxo-Tinkoff         | + 8"       |
| 4  | Mauro Santambrogio (ITA) | Vini Fantini-Selle Italia | + 8"       |
| 5  | Chris Horner (USA)       | RadioShack-Leopard        | + 8"       |
| 6  | Chris Froome (GBR)       | Team Sky                  | + 8"       |
| 7  | Vincenzo Nibali (ITA)    | Astana Pro Team           | + 17"      |
| 8  | Przemysław Niemiec (POL) | Lampre-Merida             | + 22"      |
| 9  | Roman Kreuziger (CZE)    | Team Saxo-Tinkoff         | + 22"      |
| 10 | Daniel Martin (IRE)      | Garmin-Sharp              | + 28"      |

|    | Rytter                   | Hold                      | Tid         |
| -- | ------------------------ | ------------------------- | ----------- |
| 1  | Chris Froome (GBR)       | Team Sky                  | 22h 11' 53" |
| 2  | Alberto Contador (ESP)   | Team Saxo-Tinkoff         | + 20"       |
| 3  | Vincenzo Nibali (ITA)    | Astana Pro Team           | + 20"       |
| 4  | Michał Kwiatkowski (POL) | Omega Pharma-Quick Step   | + 24"       |
| 5  | Chris Horner (USA)       | RadioShack-Leopard        | + 37"       |
| 6  | Mauro Santambrogio (ITA) | Vini Fantini-Selle Italia | + 52"       |
| 7  | Joaquim Rodríguez (ESP)  | Team Katusha              | + 55"       |
| 8  | Rigoberto Urán (COL)     | Team Sky                  | + 57"       |
| 9  | Roman Kreuziger (CZE)    | Team Saxo-Tinkoff         | + 1' 27"    |
| 10 | Sergio Henao (COL)       | Team Sky                  | + 1' 51"    |

### 6. Etape
Tekst mangler, hjælp os med at skrive teksten

### 7. Etape
Tekst mangler, hjælp os med at skrive teksten

## Trøjernes fordeling gennem løbet
| Etape    | Vinder                  | Samlet (tid)       | Pointkonkurrencen | Bjergkonkurrencen | Ungdomskonkurrencen | Holdkonkurransen        |
| -------- | ----------------------- | ------------------ | ----------------- | ----------------- | ------------------- | ----------------------- |
| 1        | Omega Pharma-Quick Step | Mark Cavendish     | Ikke uddelt       | Ikke uddelt       | Michał Kwiatkowski  | Omega Pharma-Quick Step |
| 2        | Matthew Goss            | Mark Cavendish     | Matthew Goss      | Garikoitz Bravo   | Michał Kwiatkowski  | Omega Pharma-Quick Step |
| 3        | Peter Sagan             | Mark Cavendish     | Mark Cavendish    | Cesare Benedetti  | Michał Kwiatkowski  | Omega Pharma-Quick Step |
| 4        | Chris Froome            | Michał Kwiatkowski | Mark Cavendish    | Francesco Faili   | Michał Kwiatkowski  | Team Sky                |
| 5        | Joaquin Rodriguez       | Chris Froome       | Alberto Contador  | Cesare Benedetti  | Michał Kwiatkowski  | Team Sky                |
| 6        | Peter Sagan             | Vincenzo Nibali    | Alberto Contador  | Damiano Cunego    | Michał Kwiatkowski  | Movistar Team           |
| 7        | Tony Martin             | Vincenzo Nibali    | Alberto Contador  | Damiano Cunego    | Michał Kwiatkowski  | Movistar Team           |
| Resultat | Resultat                | Vincenzo Nibali    | Alberto Contador  | Damiano Cunego    | Michał Kwiatkowski  | Movistar Team           |